# Malocampa ziliante
Malocampa ziliante är en fjärilsart som beskrevs av Stoll-cramer 1782. Malocampa ziliante ingår i släktet Malocampa och familjen tandspinnare. Inga underarter finns listade i Catalogue of Life.